# Julien Lieber
Julien Lieber (Malmedy, 15 juni 1994) is een Belgisch voormalig motorcrosser.

## Levensloop
Lieber begon met motorcrossen op zevenjarige leeftijd, samen met zijn broer Cédric. In de beginjaren van zijn professionele carrière reed Lieber met KTM, en werd begeleid door oud-wereldkampioen Georges Jobé. In 2010 schakelde Lieber over op Suzuki, en werd achtste in het Europees Kampioenschap MX2. Lieber nam ook deel aan de laatste wedstrijd van het seizoen 2010 in het Wereldkampioenschap motorcross MX2, en scoorde meteen enkele punten.
In 2011 reed Lieber opnieuw met KTM, en ging definitief in het WK MX2 rijden. Lieber behaalde af en toe punten in een moeilijk eerste seizoen, en werd 29ste in de eindstand. Vanaf 2012 schakelde Lieber opnieuw over op Suzuki, en wist regelmatiger punten te scoren. Tegen het einde van het seizoen kwam hij tegen de top tien aan leunen, en werd 22ste in het eindklassement. In 2013 kreeg Lieber een plaats in het fabrieksteam van Suzuki. Hij begon degelijk aan het seizoen, maar raakte zwaar geblesseerd na vier wedstrijden, en zijn seizoen zat er op. Een 23ste plaats in de eindstand was ver onder de verwachtingen. In 2014 begon Lieber regelmatiger te scoren, maar een paar wedstrijden voor het einde van het seizoen verliet hij Suzuki met onmiddellijke ingang. De laatste twee wedstrijden kwam hij uit voor een Belgisch KTM-team, waarmee hij goede resultaten boekte. Dit resulteerde in een selectie voor de Motorcross der Naties, samen met Jeremy Van Horebeek en Kevin Strijbos. België behaalde de tweede plaats. Lieber's team schakelde vanaf 2015 over van KTM op Yamaha. In 2016 behaalde Lieber zijn eerste podium in het WK MX2. Hij werd zesde in de eindstand en werd opnieuw geselecteerd voor de Motorcross der Naties. Hij behaalde met de Belgische ploeg de derde plaats.
In augustus 2020 kondigde hij zijn afscheid van de sport aan.